# Spilosoma crassa
Spilosoma crassa là một loài bướm đêm thuộc phân họ Arctiinae, họ Erebidae.